# Darius Vâlcov
Darius Bogdan Vâlcov, né le 25 mars 1977, est un homme politique roumain,.